# Terrasse Lautréamont
La terrasse Lautréamont est une voie du 1er arrondissement de Paris, en France.

## Situation et accès
La terrasse Lautréamont est une voie publique située dans le 1er arrondissement de Paris. Elle est située dans le secteur des Halles (Forum des Halles), au niveau +1 (premier étage).
La terrasse débute porte Lescot et se termine porte Rambuteau.

## Origine du nom
Elle porte le nom d’Isidore Ducasse, dit le comte de Lautréamont (Montevideo, 1846 – Paris, 1870), écrivain français.

## Historique
Cette voie a été créée lors de l'aménagement du secteur des Halles.
Provisoirement dénommée « voie J/1 », cette voie publique a reçu sa dénomination actuelle par arrêté municipal du 26 août 1985. 

## Pour approfondir